# Harry Birtwistle
Ryan James Harry Birtwistle (sinh ngày 1 tháng 12 năm 2003) là một cầu thủ bóng đá người Singapore hiện đang thi đấu cho câu lạc bộ Wolverhampton Wanderers. Birtwistle có bố là người Anh, John Birtwistle và mẹ là người Singapore. Cầu thủ này cũng có hộ chiếu Singapore.